# سرباز (فیلم ۱۳۵۶)
سرباز فیلمی به کارگردانی محمدرضا فاضلی و نویسندگی مهدی معدنیان محصول سال ۱۳۵۶ است.

## داستان
احمد برادرش حسین را مأمور حمل محمولهٔ قاچاق می‌کند و سپس موضوع را به استوار رضایی زاده اطلاع می‌دهد…

## تولید
این فیلم درشهر گرگان کارگردانی شده است در محلی به نام اوزینه که مردمی مهمانواز و خونگرم را دارا بوده است مخصوصا خانواده حاج حسینقلی خان رمضانی که این گروه هنری را در ساخت این فیلم یاری رساندند. البته چند سکانس این فیلم درشرکت تخته روستای ارازگل شهرخانببین ساخته شد که در اواخر فیلمبرداری کارگران کارخانه این فیلم را همراهی می‌کنند.

## بازیگران
- ناصر ملک مطیعی
- پوری بنایی
- فرامرز قریبیان
- علی آزاد
- شهاب عسگری
- محمدتقی کهنمویی